# (17485) 1991 RP9
(17485) 1991 RP9 là một tiểu hành tinh vành đai chính. Nó được phát hiện bởi Robert H. McNaught ở Đài thiên văn Siding Spring ở Coonabarabran, New South Wales, Australia, ngày 5 tháng 9 năm 1991.